# Coppa del Re 1992 (hockey su pista)
La Coppa del Re 1992 è stata la 49ª edizione della principale coppa nazionale spagnola di hockey su pista. La fase finale della competizione ha avuto luogo dal 2 febbraio e si è conclusa con la finale in campo neutro a Lloret de Mar il 10 maggio 1992. 
Il trofeo è stato conquistato dall'Igualada per la prima volta nella sua storia superando in finale il Voltregà.

## Risultati

### Primo turno
| Squadra 1  | Totale | Squadra 2 | Andata | Ritorno |
| ---------- | ------ | --------- | ------ | ------- |
| Noia       | 9 - 11 | Vic       | 4 - 5  | 5 - 6   |
| Flix       | 5 - 8  | Tordera   | 3 - 3  | 2 - 5   |
| Vilafranca | 3 - 12 | Voltregà  | 1 - 3  | 2 - 9   |
| Dominicos  | 11 - 4 | Sentmenat | 4 - 2  | 7 - 2   |

### Quarti di finale
| Squadra 1  | Totale  | Squadra 2       | Andata | Ritorno |
| ---------- | ------- | --------------- | ------ | ------- |
| Vic        | 12 - 15 | Reus Deportiu   | 7 - 8  | 5 - 7   |
| Tordera    | 6 - 7   | Voltregà        | 1 - 3  | 5 - 4   |
| Igualada   | 11 - 11 | Liceo La Coruña | 7 - 6  | 4 - 5   |
| Barcellona | 12 - 8  | Dominicos       | 5 - 1  | 7 - 7   |

### Semifinali
| Squadra 1     | Totale | Squadra 2  | Andata | Ritorno |
| ------------- | ------ | ---------- | ------ | ------- |
| Igualada      | 12 - 5 | Barcellona | 6 - 2  | 6 - 3   |
| Reus Deportiu | 3 - 8  | Voltregà   | 2 - 3  | 1 - 5   |

### Finale
| Lloret de Mar 10 maggio 1992 | Igualada | 2 – 1 | Voltregà |  |